# Malte Petzel
Malte Petzel (* 9. April 1930 in Stettin; † 18. Dezember 1972 in Dortmund) war ein deutscher Schauspieler, Regisseur und Hörspielsprecher.

## Leben
Petzel trat bereits mit 17 Jahren als Schauspieler im Coburger Kulturkreis auf und inszenierte musikalische Abende, bevor ihm 1952 von der Genossenschaft Deutscher Bühnen-Angehöriger und dem Deutschen Bühnenverein die Abschlussprüfung abgenommen wurde. Bis 1956 gehörte er dem Ensemble des Coburger Landestheaters an. Weitere Bühnenstationen waren Bamberg und die Vaganten-Bühne in Berlin, für die er auch als Regisseur tätig war und Gastspiele in Ost-Berlin gab. 1961 ging er für drei Jahre als Regie-Assistent von Boleslaw Barlog an das Berliner Schillertheater. Seine letzte Theaterstation waren die Städtischen Bühnen Dortmund. 
Daneben übernahm Petzel sporadisch auch Rollen in Film- und Fernsehproduktionen. Er spielte in Georg Tresslers Endstation Liebe mit Horst Buchholz, in der Grethe-Weiser-Komödie Jenny und der Herr im Frack, in Guy Hamiltons Kriegsfilm Luftschlacht um England und in Egon Monks Mehrteiler Bauern, Bonzen und Bomben nach Hans Fallada. In Georg Wilhelm Pabsts Kinoproduktion Es geschah am 20. Juli verkörperte er Berthold Schenk Graf von Stauffenberg, den älteren Bruder des Hitler-Attentäters. Daneben übernahm er Gastrollen in Fernsehserien und -reihen wie Tatort, Das Kriminalgericht und Hamburg Transit.
Außerdem war Malte Petzel umfangreich als Sprecher für Hörspielproduktionen tätig. In vielen Produktionen des Hörspiellabels EUROPA übernahm er zumeist komische Rollen wie beispielsweise den „Sir David Lindsay“ Karl Mays.
Malte Petzel starb am 18. Dezember 1972 mit 42 Jahren in Dortmund an Herzversagen.

## Filmografie (Auswahl)
- 1955: Es geschah am 20. Juli
- 1958: Endstation Liebe
- 1964: Jenny und der Herr im Frack
- 1964: Das Kriminalgericht – Der Fall Nebe
- 1969: Luftschlacht um England (Battle of Britain)
- 1969: Alma Mater
- 1969: Meine Schwiegersöhne und ich (Fernsehserie)
- 1970: Polizeifunk ruft – Vor der Verjährung (Fernsehserie)
- 1970: Hamburg Transit – Ticket nach Rio (Fernsehserie)
- 1972: Einmal im Leben – Geschichte eines Eigenheims
- 1973: Tatort: Ein ganz gewöhnlicher Mord
- 1973: Bauern, Bonzen und Bomben

## Hörspiele (Auswahl)
- 1968: Geschichte vom Jungen, der in den Tiefen des Meeres tauchte – Regie: Siegfried Niemann; SFB
- 1972: Unter Geiern; Europa
- 1972: Der Sohn des Bärenjägers; Europa
- 1972: To-Kei-Chun; Europa
- 1972: Die Sklavenkarawane; Europa
- 1972: Kara Ben Halef; Europa, als „Sir David Lindsay“
- 1972: Durch die Wüste; Europa, als „Sir David Lindsay“
- 1972: Von Bagdad nach Stanbul; Europa, als „Sir David Lindsay“
- 1972: Durchs wilde Kurdistan; Europa, als „Sir David Lindsay“
- 1972: Der Pfadfinder; Europa
- 1972: In den Schluchten des Balkan; Europa, als „Sir David Lindsay“
- 1972: Durch das Land der Skipetaren; Europa
- 1972: Der Schut; Europa, als „Sir David Lindsay“
- 1972: Moby Dick; Europa
- 1973: Das Gespensterschiff; Europa